# Albardón (geografía)
Un albardón es un amontonamiento de sedimentos con formación de montículos que los ríos caudalosos producen sobre la parte exterior (convexa) de los meandros formados a lo largo del recorrido del cauce del mismo. Estas formaciones se dan con mayor facilidad en los ríos de las llanuras aluviales con pendientes regulares y regímenes de corrientes sorpresivas. Los sedimentos suelen depositarse en la parte externa de las formas meandrosas superando las orillas provocando una sedimentación característica. Mientras en la parte convexa del río, el sedimento arrastado por el curso de agua se desplaza horadando el fondo del mismo provocando una erosión y modificando el lecho en razón de la velocidad y fuerza del caudal de agua.
Estas formaciones son características de los deltas ribereños donde el albardón, es seguido de pequeños albardones inferiores en su interior y luego zonas pantanosas en el centro ocupadas frecuentemente por pajonales. Otras características se presentan como en el caso del delta argentino medio y superior donde las islas son más planas con lagunas y albardones paralelos a los cursos de aguas.